# いいやま雪まつり
いいやま雪まつり（いいやまゆきまつり、英称：Iiyama Snow Festival）は長野県飯山市で1980年から続く毎年2月中旬に開催される雪の祭典である。メイン会場には出店やイベントステージがたち、市街地には各地区の雪像、雪灯籠が並ぶ。

## 概要
原点は豪雪地帯でもある同地域の掲げる「克雪から遊雪へ」。市民が負担に感じている雪を資源ととらえ、地域の活性化を図ろうという地域の若者の思いから生まれた。
祭りの間は市民の手による大型の雪像、街の通りを小型の雪像で飾る『雪像ストリート』や『雪見灯籠』、 地元の小学生により各自の学校において作られる100体以上の雪像がメーン会場をはじめ市内全域にあらわれ、また雪像コンテストも行われる。あわせて街中の雪像をチェックポイントとする「雪像ウォークラリー」も開催され飯山市全体が雪の芸術に彩られる。
主催は飯山雪まつり市民協議会（主幹　いいやま雪まつり実行委員会）。

## 交通・アクセス情報
雪まつり当日は臨時シャトルバスが運行され、自動車の場合には特設駐車場が祭りの期間中は整備されている。

### 鉄道
関東・関西・北陸方面からは北陸新幹線「はくたか」で飯山駅へ、長野方面からはJR飯山線が運行している。

### バス
飯山駅と周辺会場を結ぶ『飯山市街地周遊バス』と呼ばれるシャトルバスを運行している。また、同時開催されているかまくら祭りへもシャトルバスが運行されている。